# 沃羅尼齊亞
49°8′32″N 24°50′56″E / 49.14222°N 24.84889°E
沃羅尼齊亞（烏克蘭語：Ворониця），是烏克蘭的村落，位於該國西部伊萬諾-弗蘭科夫斯克州，由伊萬諾-弗蘭科夫斯克區負責管轄，始建於1990年，面積21.4平方公里，2001年人口1,860，人口密度每平方公里86.8人。